# M139 Volcano
M139 Volcano – amerykański system minowania narzutowego. Moduły tego systemu mogą być montowane na transporterach M548A1, samochodach ciężarowych M814 i śmigłowcach UH-60 (po cztery moduły). Jeden moduł składa się z 40 rurowych prowadnic zawierających 6 min każda (240 min). Początkowo każda prowadnica była elaborowana 5 minami przeciwpancernymi BLU-91/B i jedną mina przeciwpiechotną BLU-92/B, obecnie stosowane są tylko miny przeciwpancerne. Miny są wyrzucane z prowadnic przy pomocy ładunku prochowego i upadają w odległości do 50 m od ustawiacza (minowane z pojazdu naziemnego).